# Ляски (Варшавський-Західний повіт)
Ляски (пол. Laski) — село в Польщі, у гміні Ізабелін Варшавського-Західного повіту Мазовецького воєводства.
Населення — 2071 особа (2011).
У 1975-1998 роках село належало до Варшавського воєводства.

## Демографія
Демографічна структура станом на 31 березня 2011 року:
|          | Загалом | Допрацездатний вік | Працездатний вік | Постпрацездатний вік |
| -------- | ------- | ------------------ | ---------------- | -------------------- |
| Чоловіки | 961     | 199                | 649              | 113                  |
| Жінки    | 1110    | 169                | 658              | 283                  |
| Разом    | 2071    | 368                | 1307             | 396                  |